# (33825) Reganwill
(33825) Reganwill est un astéroïde de la ceinture principale.

## Description
(33825) Reganwill est un astéroïde de la ceinture principale. Il fut découvert le 28 février 2000 à Socorro (Nouveau-Mexique) par le projet LINEAR. Il présente une orbite caractérisée par un demi-grand axe de 2,29 UA, une excentricité de 0,18 et une inclinaison de 5,9° par rapport à l'écliptique.